# Joseph von Hohenzollern-Hechingen
Prinz Joseph Wilhelm Friedrich von Hohenzollern-Hechingen (* 20. Mai 1776 in Troppau; † 26. September 1836 auf Schloss Oliva) war Fürstbischof von Ermland.

## Leben

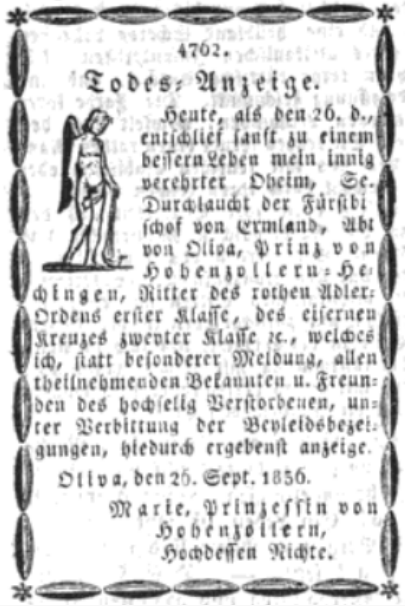
Josephs Todesanzeige, verkündet von seiner Nichte Marie, Tochter seines Bruders Hermann von Hohenzollern-Hechingen

### Herkunft
Joseph von Hohenzollern-Hechingen entstammte einer katholischen Linie des fürstlichen Hauses Hohenzollern. Er war der älteste Sohn und zweites von sechs Kindern des Generals Friedrich Anton von Hohenzollern-Hechingen (1726–1812) und der Ernestine-Josepha Gräfin von Sobeck-Kornitz (1753–1825).

### Wirken
Joseph von Hohenzollern-Hechingen besuchte zunächst die Militärakademie in Wien und von 1787 bis 1791 die Karlsschule in Stuttgart. Durch seinen Onkel Karl von Hohenzollern-Hechingen (1732–1803), der von 1795 bis 1803 Fürstbischof von Ermland war, wurde er auf die geistliche Laufbahn aufmerksam. Er absolvierte kein Theologiestudium, sondern eignete sich privat theologische Kenntnisse an.
Joseph von Hohenzollern-Hechingen wurde 1800 für das Bistum Ermland zum Priester geweiht, 1803 letzter Kommendatarabt des Klosters Oliva und 1808 Bischof von Ermland. Bei der Neuordnung des katholischen Kirchenwesens in Preußen nach dem Wiener Kongress spielte er eine wichtige Rolle als Exekutor der Zirkumskriptionsbulle De salute animarum vom 16. Juli 1821.

### Nachkommen

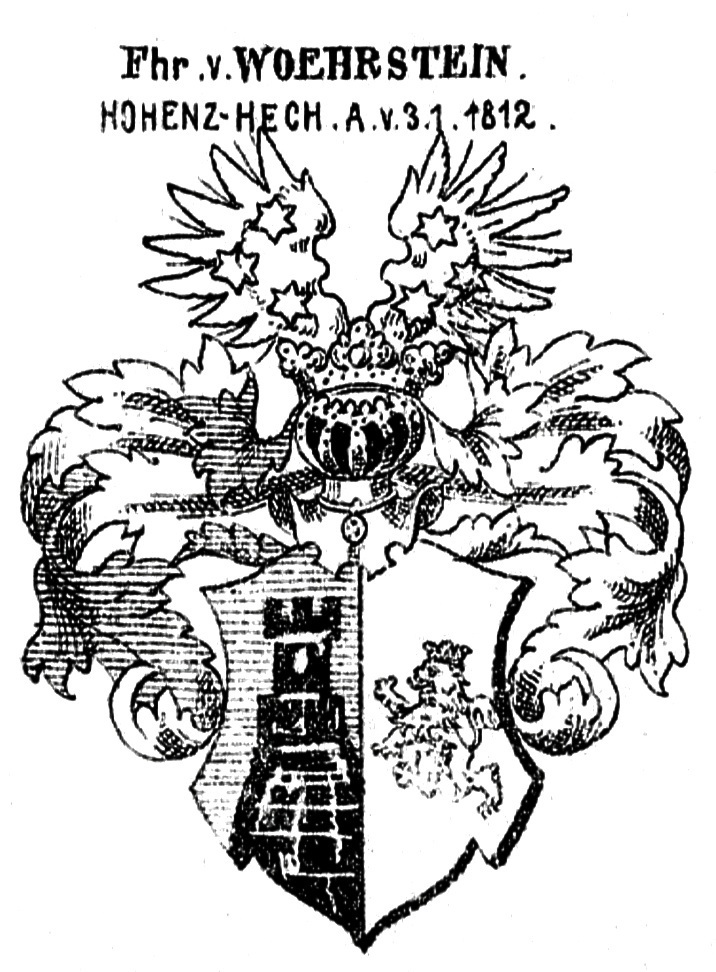
Wappen des Freiherrn von Woehrstein

Mit einer „Demoiselle Bode“ („Fräulein Bode“) aus Danzig, Tochter eines dortigen Kaufmanns, zeugte Joseph von Hohenzollern-Hechingen einen Sohn, Carl Friedrich Wilhelm. Sein unehelich geborener Sohn konnte aus adelsrecht- sowie erbrechtlichen Gründen gemäß Hausgesetz nicht den Titel, Namen und Rang eines Prinzen von Hohenzollern-Hechingen erhalten.
Andererseits war durchaus ein Bezug zum leiblichen Vater bzw. zur hohen Abstammung beabsichtigt. Daher wurde für die am 3. Januar 1812 durch den Fürsten Friedrich von Hohenzollern-Hechingen erfolgte Nobilitierung von Josephs Sohn der Titel Freiherr von Woehrstein gewählt, denn Herr zu Haigerloch und Wöhrstein war ein nachgeordneter Titel in der großen Titulatur des Fürsten zu Hohenzollern-Hechingen. Die königlich preußische Anerkennung als Freiherr von Woehrstein datiert vom 6. Februar 1820. Wilhelm Freiherr von Wöhrstein starb am 25. April 1833 als preußischer Oberlandesgerichtsassessor zu Königsberg.